# Sergio Reyes
Sergio Reyes (* 25. Oktober 1981) ist ein US-amerikanischer Marathonläufer.
Beim US-Ausscheidungsmarathon für die Olympischen Spiele 2008 am Vortag des New-York-City-Marathons, für den er sich mit einer 10.000-m-Zeit von 28:39,23 min qualifiziert hatte, belegte er den 27. Platz in 2:18:31 h.
2009 kam er beim Boston-Marathon auf den 17. Platz und wurde Achter beim Chicago-Marathon.
2010 wurde er als Gesamtsieger des Twin Cities Marathons US-amerikanischer Meister.
Sergie Reyes lebt in Palmdale und startet für den Asics Aggies Running Club.

## Persönliche Bestzeiten
- 10.000 m: 28:29,70 min, 1. Mai 2010, Stanford
- Halbmarathon: 1:04:23 h, 29. Oktober 2006, Monterey
- Marathon: 2:14:02 h, 3. Oktober 2010, Saint Paul